# Mikki Jamison
Mikki Jamison auch Mikki Jamison-Olsen (* 13. Dezember 1944 in Spokane, Washington als Mikki Mcgoldrick; † 15. Juni 2013 ebenda) war eine US-amerikanische Schauspielerin. Zwischen 1962 und 1978 spielte sie in rund 20 Filmproduktionen im Kino und im Fernsehen mit. Darunter in Der Chapman-Report, Vier treue Pfoten oder Seevagabunden auf großer Fahrt.

## Leben und Karriere
Mikki Jamison, geboren 1944 in Spokane im Bundesstaat Washington, besuchte zunächst die Lewis & Clark High School in Spokane und zog dann nach Los Angeles, wo sie im Hollywood Studio Club, einem Wohnheim für junge Schauspielerinnen, ihren Wohnsitz nahm. Jamison fand zuerst Arbeit am Pasadena Playhouse und unterschrieb 1962 dann einen Vertrag bei Warner Bros.
Seit 1962 spielte sie in Episoden von erfolgreichen US-amerikanischen Serien wie: Sprung aus den Wolken (1962), Hawaiian Eye (1962), Maverick (1962), The Many Loves of Dobie Gillis (1962), The Adventures of Ozzie & Harriet (1962–1963), Mutter ist die Allerbeste (1965), 77 Sunset Strip (1963), Dennis, Geschichten eines Lausbuben (1963), Mein Onkel vom Mars (1964), Adam-12 (1969–1970), Wonder Woman (1976),
Ihren ersten Leinwandauftritt hatte sie 1962 in einer kleinen Nebenrolle in George Cukors Filmdrama Der Chapman-Report. Mitte der 1960er Jahre sah man sie im Kino in John Richs Drama Assistenzärzte und in den beiden komödiantischen Musicals Ski Party und Beach Ball von den Regisseuren Alan Rafkin und Lennie Weinrib. 1978 spielte sie an der Seite von Robert Logan die weibliche Hauptrolle in Stewart Raffills Abenteuerfilm Seevagabunden auf großer Fahrt. Es war ihr letzter Film.
Mikki Jamison verstarb am 15. Juni 2013 im Alter von 68 Jahren in ihrer Heimatstadt Spokane.

## Filmografie (Auswahl)
- 1962: Der Chapman-Report (The Chapman Report)
- 1964: Assistenzärzte (The New Interns)
- 1965: Ski Party
- 1965: Beach Ball
- 1977: Vier treue Pfoten (Poco… Little Dog Lost)
- 1978: Seevagabunden auf großer Fahrt (The Sea Gypsies)